# Isolar Tour
Tournées par David Bowie
Diamond Dogs Tour (1974) Isolar II Tour (1978)
Le Isolar Tour est une tournée de David Bowie donnée en 1976 en promotion de l'album Station to Station. Elle est également appelée The Thin White Duke Tour, The Station to Station Tour et The White Light Tour.
Elle débute le 2 février 1976 au Pacific National Exhibition Coliseum de Vancouver et s'achève au Pavillon de Paris le 18 mai de la même année.

## Histoire
Les concerts débutent avec un extrait du film surréaliste de Luis Buñuel et Salvador Dalí Un chien andalou : la séquence montrant un globe oculaire sectionné par une lame de rasoir. Visuellement, les concerts sont marqués par l'usage d'une lumière blanche fluorescente projetée sur un arrière-plan noir, donnant à l'ensemble un aspect très austère.
Le concert du 28 février au Public Auditorium de Cleveland a été enregistré par un spectateur et diffusé sous forme de bootleg sous le titre NeoExpressionism (label Swinging Pig). La seule chanson absente de ce concert est Sister Midnight. Le concert du 23 mars au Nassau Veterans Memorial Coliseum d'Uniondale a été enregistré officiellement par RCA Records, et des extraits en ont été diffusés par The King Biscuit Radio Network. Deux chansons tirées de ce concert sont parues en bonus sur la réédition CD de Station to Station éditée par Rykodisc en 1991. L'intégralité du concert a été commercialisé en 2010, dans le cadre des rééditions de luxe de Station to Station, puis séparément en 2017 sous le titre Live Nassau Coliseum '76.

## Musiciens
- David Bowie : chant, saxophone
- Stacey Heydon : guitare solo, chœurs
- Carlos Alomar : guitare rythmique, chœurs
- George Murray : basse, chœurs
- Tony Kaye : claviers
- Dennis Davis : batterie

## Dates

### Segment américain
| Date            | Ville        | Pays       | Salle                                | Remarques                                      |
| --------------- | ------------ | ---------- | ------------------------------------ | ---------------------------------------------- |
| 2 février 1976  | Vancouver    | Canada     | Pacific National Exhibition Coliseum | Premier concert de la tournée.                 |
| 3 février 1976  | Seattle      | États-Unis | Seattle Center Coliseum              |                                                |
| 4 février 1976  | Portland     | États-Unis | Memorial Coliseum                    |                                                |
| 6 février 1976  | Daly City    | États-Unis | Cow Palace                           |                                                |
| 8 février 1976  | Inglewood    | États-Unis | The Forum                            |                                                |
| 9 février 1976  | Inglewood    | États-Unis | The Forum                            |                                                |
| 11 février 1976 | Inglewood    | États-Unis | The Forum                            |                                                |
| 13 février 1976 | San Diego    | États-Unis | San Diego Sports Arena               |                                                |
| 15 février 1976 | Phoenix      | États-Unis | Arizona Veterans Memorial Coliseum   |                                                |
| 16 février 1976 | Albuquerque  | États-Unis | Civic Auditorium                     |                                                |
| 17 février 1976 | Denver       | États-Unis | McNichols Sports Arena               |                                                |
| 20 février 1976 | Milwaukee    | États-Unis | Milwaukee Arena                      |                                                |
| 21 février 1976 | Kalamazoo    | États-Unis | Wings Arena                          |                                                |
| 22 février 1976 | Evansville   | États-Unis | Roberts Municipal Stadium (en)       |                                                |
| 23 février 1976 | Cincinnati   | États-Unis | Riverfront Coliseum                  |                                                |
| 25 février 1976 | Montréal     | Canada     | Forum de Montréal                    |                                                |
| 26 février 1976 | Toronto      | Canada     | Maple Leaf Gardens                   |                                                |
| 27 février 1976 | Cleveland    | États-Unis | Public Auditorium (en)               |                                                |
| 28 février 1976 | Cleveland    | États-Unis | Public Auditorium (en)               |                                                |
| 29 février 1976 | Détroit      | États-Unis | Olympia Stadium                      |                                                |
| 1er mars 1976   | Détroit      | États-Unis | Olympia Stadium                      |                                                |
| 3 mars 1976     | Chicago      | États-Unis | International Amphitheatre           |                                                |
| 5 mars 1976     | Saint Louis  | États-Unis | Kiel Auditorium                      |                                                |
| 6 mars 1976     | Memphis      | États-Unis | Mid-South Coliseum (en)              |                                                |
| 7 mars 1976     | Nashville    | États-Unis | Municipal Auditorium (en)            |                                                |
| 8 mars 1976     | Atlanta      | États-Unis | Omni Coliseum                        |                                                |
| 11 mars 1976    | Pittsburgh   | États-Unis | Civic Arena                          |                                                |
| 12 mars 1976    | Norfolk      | États-Unis | Scope Cultural and Convention Center |                                                |
| 13 mars 1976    | Landover     | États-Unis | Capital Centre                       |                                                |
| 14 mars 1976    | Landover     | États-Unis | Capital Centre                       |                                                |
| 15 mars 1976    | Philadelphie | États-Unis | Spectrum Arena                       |                                                |
| 16 mars 1976    | Philadelphie | États-Unis | Spectrum Arena                       |                                                |
| 17 mars 1976    | Boston       | États-Unis | New Boston Garden Arena              |                                                |
| 19 mars 1976    | Buffalo      | États-Unis | Buffalo Memorial Auditorium          |                                                |
| 20 mars 1976    | Rochester    | États-Unis | Rochester Community War Memorial     |                                                |
| 21 mars 1976    | Springfield  | États-Unis | Springfield Civic Center             |                                                |
| 22 mars 1976    | New Haven    | États-Unis | New Haven Coliseum (en)              |                                                |
| 23 mars 1976    | Uniondale    | États-Unis | Nassau Veterans Memorial Coliseum    | Publié sous le titre Live Nassau Coliseum '76. |
| 26 mars 1976    | New York     | États-Unis | Madison Square Garden                |                                                |

### Segment européen
| Date          | Ville                 | Pays                 | Salle                      | Remarques                      |
| ------------- | --------------------- | -------------------- | -------------------------- | ------------------------------ |
| 7 avril 1976  | Munich                | Allemagne de l'Ouest | Olympiahalle               |                                |
| 8 avril 1976  | Düsseldorf            | Allemagne de l'Ouest | Philipshalle (en)          |                                |
| 10 avril 1976 | Berlin-Ouest          | Allemagne de l'Ouest | Deutschlandhalle           |                                |
| 11 avril 1976 | Hambourg              | Allemagne de l'Ouest | Kongress Zentrum (en)      |                                |
| 12 avril 1976 | Hambourg              | Allemagne de l'Ouest | Kongress Zentrum (en)      |                                |
| 13 avril 1976 | Francfort-sur-le-Main | Allemagne de l'Ouest | Festhalle                  |                                |
| 14 avril 1976 | Ludwigshafen          | Allemagne de l'Ouest | Friedrich-Ebert-Halle      |                                |
| 17 avril 1976 | Berne                 | Suisse               | Festhalle                  | Concert annulé.                |
| 17 avril 1976 | Zurich                | Suisse               | Hallenstadion              |                                |
| 24 avril 1976 | Helsinki              | Finlande             | Nya Masshallen             |                                |
| 26 avril 1976 | Stockholm             | Suède                | Kungliga tennishallen (en) |                                |
| 27 avril 1976 | Stockholm             | Suède                | Kungliga tennishallen (en) |                                |
| 28 avril 1976 | Göteborg              | Suède                | Scandinavium               |                                |
| 29 avril 1976 | Copenhague            | Danemark             | Falkoner Teatret (en)      |                                |
| 30 avril 1976 | Copenhague            | Danemark             | Falkoner Teatret (en)      |                                |
| 3 mai 1976    | Londres               | Royaume-Uni          | Empire Pool                |                                |
| 4 mai 1976    | Londres               | Royaume-Uni          | Empire Pool                |                                |
| 5 mai 1976    | Londres               | Royaume-Uni          | Empire Pool                |                                |
| 6 mai 1976    | Londres               | Royaume-Uni          | Empire Pool                |                                |
| 7 mai 1976    | Londres               | Royaume-Uni          | Empire Pool                |                                |
| 8 mai 1976    | Londres               | Royaume-Uni          | Empire Pool                |                                |
| 11 mai 1976   | Bruxelles             | Belgique             | Forest National            |                                |
| 13 mai 1976   | Rotterdam             | Pays-Bas             | Sportpaleis Ahoy           |                                |
| 14 mai 1976   | Rotterdam             | Pays-Bas             | Sportpaleis Ahoy           |                                |
| 17 mai 1976   | Paris                 | France               | Pavillon de Paris          |                                |
| 18 mai 1976   | Paris                 | France               | Pavillon de Paris          | Dernier concert de la tournée. |

## Chansons jouées
- De Hunky Dory : Changes, Life on Mars?, Queen Bitch
- De The Rise and Fall of Ziggy Stardust and the Spiders from Mars : Five Years, Suffragette City
- De Aladdin Sane : Panic in Detroit, The Jean Genie
- De Diamond Dogs : Diamond Dogs, Rebel Rebel
- De Young Americans : Fame
- De Station to Station : Station to Station, Golden Years, Word on a Wing, TVC 15, Stay
- Reprises d'autres artistes : Sister Midnight (Iggy Pop), Waiting for the Man (The Velvet Underground)